# Franco Lo Giudice
Franco Lo Giudice (Paternò, 14 marzo 1893 – Catania, 8 agosto 1990) è stato un tenore italiano, attivo a livello internazionale nella prima metà del XX secolo. Fu interprete, in particolare, delle opere di Riccardo Zandonai, cantando alla prima mondiale di I cavalieri di Ekebù (1925) e Giuliano (1928). Incise anche diversi dischi per le etichette HMV, Parlophone e Pathé.

## Biografia
Era il fratello maggiore del tenore Silvio Costa Lo Giudice e cugino alla lontana del soprano portoghese Maria Giudice. Studiò canto con Beniamino Carelli al Conservatorio di San Pietro a Majella a Napoli, con Matteo Adernò a Catania e con Antonio Savastano, Luigi Lucenti e Luigi Di Cagno a Milano. Dovette interrompere i suoi studi nel 1914 quando venne arruolato nel Regio Esercito allo scoppio della prima guerra mondiale. Le sue prime esibizioni pubbliche avvennero nel corso della guerra, quando cantò in concerti per i soldati italiani. Rimase sotto le armi fino alla fine della guerra e, tornato allo stato di civile, concluse gli studi nel 1918.
Debuttò come cantante d'opera nel 1919 nel ruolo di Gastone in La traviata al Teatro dell'opera di Livorno. Nel 1920 cantò nel ruolo di Dick Johnson ne La fanciulla del West di Giacomo Puccini al teatro di Tortona. Nel 1922 debuttò al Teatro San Carlo nel ruolo del principe Vasiliy Ivanovich Shuysky nella prima napoletana di Boris Godunov con Sigismondo Zalewsky nel ruolo del protagonista. Lo stesso anno fu al Teatro Costanzi di Roma cantando in Andrea Chénier di Umberto Giordano nel ruolo del protagonista. Cantò diverse volte all'Anfiteatro Gangi di Catania, nel periodo 1922-1923, interpretando Edgardo in Lucia di Lammermoor, Gastone in La traviata, e Turiddu in Cavalleria rusticana di Pietro Mascagni. Nel 1924 debuttò al Teatro Regio di Torino nel ruolo di Romeo in Giulietta e Romeo di Riccardo Zandonai, con Hina Spani nel ruolo di Giulietta. Cantò a Torino varie volte fino al 1935, cantando nei ruoli di Giannetto Malaspini in La cena delle beffe e Pollione in Norma, fra gli altri.
Il 7 marzo 1925 Lo Giudice debuttò al Teatro alla Scala nel ruolodi Giosta Berling alla prima mondiale de I cavalieri di Ekebù sotto la direzione di Arturo Toscanini. Toscanini rimase così ben impressionato dalla sua esibizione, tanto che lo scritturò frequentemente, al Teatro alla Scala, negli anni 1930. Nel 1926 si alternò, nel ruolo del principe Calàf, con il tenore Miguel Fleta nella produzione di Turandot, anche se Fleta cantò alla prima rappresentazione. Fra gli altri ruoli interpretati al Teatro alla Scala figurano Avito in L'amore dei tre re, Dick Johnson, Giannetto Malaspini e Giuseppe Hagenbach in La Wally, fra gli altri.
Debuttò al Teatro Comunale di Bologna il 21 novembre 1925 nel ruolo di Giannetto Malaspini con Carmen Melis in quello di Ginevra e Salvatore Baccaloni nel ruolo di Tornaquinci. Tornò poi a Bologna nel 1927 nel ruolo di Mateo in Conchita di Zandonai e nuovamente nel 1928 nel ruolo di Dick Johnson con Iva Pacetti in quello di Minnie. Nel 1926 debuttò all'Arena di Verona e nel 1927 fu principe Calàf, con Elena Barrigar in Turandot, al Teatro Regio di Parma. Vi ritornò nel 1930 sempre in Calàf con Patrizia Toldi nel ruolo di Turandot e quindi nel 1938 nella parte di Eugenio Beauharnais in Fiorella di Italo Brancucci.
Fece ritorno al Teatro San Carlo nel 1927 nel ruolo di protagonista in Nerone di Arrigo Boito, con Elena Barrigar nel ruolo di Asteria e poi il 4 febbraio 1928 cantando nel ruolo di protagonista in Giuliano Zandonai. Il 14 marzo dello stesso anno fu al Teatro dell'Opera di Roma cantando nel ruolo del protagonista in Dafni di Giuseppe Mulè, dove tornò diverse altre volte fino al 1930, interpretando Giuliano e Calàf. Nel 1928 debuttò al Teatro Donizetti di Bergamo nel ruolo di Des Grieux in Manon Lescaut di Puccini.
In campo internazionale cantò in Ungheria, Brasile e Cile fra gli anni 1920 ed i primi anni 1930. Nel 1925 cantò alla Royal Opera House di Londra nel ruolo di Pinkerton in Madama Butterfly. Cantò fino alla metà degli anni 1940 nei teatri d'opera italiani. Una delle sue ultime rappresentazioni fu in Andrea Chénier al Teatro Verdi a Firenze, nel 1944, con Iris Ferriani nel ruolo di Maddalena. Dopo essersi ritirato dalle scene, insegnò canto all'Istituto Musicale Vincenzo Bellini di Catania, città nella quale morì all'età di 97 anni.